# جاك بوشنان
جاك بوشنان (بالإنجليزية: Jack Buchanan)‏ هو ممثل بريطاني (وحمل سابقاً جنسية المملكة المتحدة لبريطانيا العظمى وأيرلندا)، ولد في 2 أبريل 1891 في المملكة المتحدة، وتوفي في 20 أكتوبر 1957 بلندن في المملكة المتحدة.

## أعمال

### أفلام
- (1955) مذكرات الرائد طومسون

## وصلات خارجية
- جاك بوشنان على موقع IMDb (الإنجليزية)
- جاك بوشنان على موقع ألو سيني (الفرنسية)
- جاك بوشنان على موقع ميوزك برينز (الإنجليزية)
- جاك بوشنان على موقع أول موفي (الإنجليزية)
- جاك بوشنان على موقع قاعدة بيانات برودواي على الإنترنت (الإنجليزية)
- جاك بوشنان على موقع قاعدة بيانات الأفلام السويدية (السويدية)
- جاك بوشنان على موقع إن إن دي بي (الإنجليزية)
- جاك بوشنان على موقع ديسكوغز (الإنجليزية)
- جاك بوشنان على موقع قاعدة بيانات الفيلم (الإنجليزية)
- جاك بوشنان على موقع كينوبويسك (الروسية)